# Łosiniany
Łosiniany – wieś w Polsce położona w województwie podlaskim, w powiecie sokólskim, w gminie Krynki.
W latach 1975–1998 miejscowość administracyjnie należała do województwa białostockiego.

## Historia
Według Powszechnego Spisu Ludności z 1921 roku wieś Łosiniany liczyła 17 domów i zamieszkiwana była przez 144 osoby (69 kobiet i 75 mężczyzn). Niemal wszyscy mieszkańcy wsi, w liczbie 142 osób, zadeklarowali wyznanie prawosławne, pozostałe 2 osoby podały wyznanie rzymskokatolickie. Pod względem narodowościowym dominowali mieszkańcy, którzy podali narodowość białoruską (132 osoby), pozostali w liczbie 12 osób zgłosili narodowość polską. W owym czasie miejscowość znajdowała się w gminie Hołynka w powiecie grodzieńskim.
Po zakończeniu II wojny światowej miejscowość znalazła się w granicach Białoruskiej Socjalistycznej Republiki Radzieckiej. Jednak w 1948 r. po dokonaniu korekty granic między Polską Ludową a Związkiem Radzieckim i przeprowadzeniu pasa granicznego na rzece Świsłoczy miejscowość znalazła się na terytorium Polski, w której pozostaje do dziś.

## Inne
W pobliżu wsi znajduje się Zalew Ozierany.
W strukturze Kościoła Prawosławnego wieś należy do parafii pw. św. Anny w niedalekich Kruszynianach.